# Aiolos (syn Hellénův)
Aiolos byl v řecké mytologii syn praotce Řeků Helléna a nymfy Orséis, zakladatel kmene Aiólů. 
Hellén byl potomkem Deukalióna a Pyrrhy, z nichž vzešel nový lidský rod po potopě světa. Jeho bratr Dóros byl zakladatel kmene Dórů, dalšího bratra Xútha rodina zapudila. Podle jiných byl však později nástupcem třetího athénského krále Erechthea, vzal si jeho dceru Kreúsu. Měl s ní syny Achaia a Íóna, kteří se stali praotci všech Achajců a Iónů.
Aiolos měl prý sedm synů:
- Krétheus[1] založil město Iólkos
- Sisyfos[1] založil Korinth
- Salmóneus založil Salmónu
- Athamás vládl v Orchomenu
- Deión vládl ve Fókidě
- Periérés vládl v Messéně
- Magnés vládl v Magnésii

a pět dcer:
- Kanaké
- Alkyona
- Peisidiké
- Kalyké
- Perimeda (tu měl Aiolos zabít za trest, že se dopustila incestu se svým bratrem)